# Yves Bonnet
Pour les articles homonymes, voir Bonnet.
Yves Bonnet, né le 20 novembre 1935 à Chartres (Eure-et-Loir), est un haut fonctionnaire et homme politique français.
Il est notamment préfet et directeur de la DST de 1982 à 1985. Membre de l’UDF, il exerce le mandat de député de la Manche de 1993 à 1997, avant de rejoindre le Rassemblement national à l'occasion des élections régionales de 2021.

## Biographie

### Jeunesse et études
Yves Bonnet naît le 20 novembre 1935 à Chartres. Il est le fils d'Henri Bonnet, l'ancien maire de Châteaudun. Yves Bonnet vit son enfance dans cette ville, y effectuant toute sa scolarité. Il suit des études de science politique et est diplômé de l'Institut d'études politiques de Paris à la fin des années 1950. Durant la guerre d'Algérie, il est officier du contingent.

### Carrière professionnelle
Il intègre le corps préfectoral en 1958. Sous-préfet de La Trinité de 1968 à 1970, d'Arles de 1974 à 1976, de Cherbourg (1976-1978) et de Dunkerque (1978-1981), il est alors nommé préfet de Mayotte entre janvier et novembre 1982. En novembre 1982, il est nommé par le président François Mitterrand directeur de la direction de la Surveillance du territoire.
À ce titre, il reprend en main l'affaire Farewell initiée par son prédécesseur Marcel Chalet. Il conseille au président d'expulser les officiers de renseignement de l'ambassade de Russie en France, ce qui est validé par Mitterrand. Il est responsable du démantèlement de plusieurs réseaux terroristes. Il initie également des relations avec plusieurs services de sécurité et de renseignement arabes, dont la Sécurité militaire algérienne et double le nombre des liaisons étrangères. Il informatise le fichier central de la DST.
Il est nommé préfet du Finistère le 1er août 1985, puis préfet de la région Guadeloupe après les élections législatives de mars 1986.
Il devient préfet de la Marne et de la région Champagne-Ardenne en 1987. Il est l'un des initiateurs de la remise en fonctionnement de l'aéroport de Vatry et le promoteur de partenariats avec plusieurs régions de pays d'Europe centrale et orientale, notamment celles d'Orel (en URSS), de Toruń (en Pologne), de Piatra Neamț (en Roumanie), de Košice (en Slovaquie) et de Schwerin (Mecklenburg-Vorpommern). Il signe en présence de Jacques Chérèque le premier contrat de plan État-région en décembre 1989.

### Parcours politique
Yves Bonnet quitte son poste de préfet de région pour s'implanter politiquement à Cherbourg, où il est conseiller municipal d'opposition sous l'étiquette de l'UDF.
Il est député de la Manche entre 1993 et 1997. À l’Assemblée nationale, il est membre de la commission de la Défense nationale et des Forces armées ainsi que rapporteur du budget de la marine.
En 2021, il rallie le Rassemblement national à l'occasion des élections régionales : il figure en cinquième position en Normandie, sur la liste menée par Nicolas Bay.

## Prises de position
En 1999, Yves Bonnet signe pour s'opposer à la guerre en Serbie la pétition « Les Européens veulent la paix », initiée par le collectif d'extrême droite pro-serbe Non à la guerre. Il est appelé à témoigner en défense de Slobodan Milošević devant le Tribunal pénal international pour l'ex-Yougoslavie.
Il prend position pour la libération de Georges Ibrahim Abdallah, considérant qu'il « est plus mal traité qu'un serial killer alors qu'il a commis des actes politiques. »
Il préside une association de défense du patrimoine et des paysages normands. Il s'oppose à l'installation d'éoliennes, considérant qu'elles « saccagent les littoraux et le bocage normand ».

## Publications
Il est l'auteur de nombreux ouvrages, qui vont du document d'enquête au roman d'espionnage et intervient régulièrement dans la presse au sujet des dossiers iraniens et proche-orientaux et du terrorisme.

### SérieLes Bonnabel
Yves Bonnet est également l'auteur du cycle littéraire « Les Bonnabel », composé d’une suite de douze ouvrages publiés aux éditions Auteurs d'Aujourd'hui (Ed2A). L’odyssée débute pendant la Grande Guerre pour s’achever un siècle plus tard. L’ensemble du récit décrit la vie d’une famille huguenote originaire de la Drôme ; ses membres sont cruellement éprouvés par les conséquences guerrières, et la folie meurtrière des hommes.
Publiés entre mai 2023 et  septembre 2024, les épisodes de la dodécalogie Les Bonnabel se composent comme suit :
- Tome I : Les veuves blanches.
- Tome II : Les sacrifiés de l’Argonne.
- Tome III : Les oubliés de Monastir.
- Tome IV : Les galopins sanglants.
- Tome V : Les fanatiques de l’Oustacha.
- Tome VI : Les enfants de Mussolini.
- Tome VII : Les enragés de la défaite.
- Tome VIII : Les triangles roses.
- Tome IX : Les oubliés du Vercors.
- Tome X : Les enfants de Boches.
- Tome XI : Les amants de Bouillante.
- Tome XII : Les justiciers.

### Autres ouvrages
- La Liberté surveillée, Thésaurus, 1993
- La Trahison des ayatollahs, Jean Picollec, 1995
- Mission ou démission, Jean Picollec, 1996
- Contre-espionnage, mémoires d'un patron de la DST, Calmann-Lévy, 1998
- Lettre à une Algérienne, La Boîte à documents, 1998
- De qui se moquent-ils ?, Flammarion, 2001
- La Cour des miracles, Flammarion, 2002
- Les Grandes Oreilles du président[13], avec Pascal Krop, Presses de la Cité, Paris, 2004, 431 p.  (ISBN 2-258-06418-X) (BNF 39269148)
- Impondérables, Calmann-Lévy, 2003, thriller
- Top Secret, Timée Éditions, 2006
- Les Veuves blanches, La société des écrivains, 2006, roman
- Tube, éditions Des idées et des hommes, 2007, thriller
- Nucléaire iranien, une hypocrisie internationale, Michel Lafon, 2008
- Liban : les otages du mensonge, Michel Lafon, 2008
- Vevak, au service des ayatollahs, Timée Éditions, 2009
- Gaza, au cœur de la tragédie avec Albert Farhat, Timée Éditions, 2009
- Le Grand Complot, Jean-Claude Gawsewitch Éditeur, 544 p., 2012
- Le Berger de Touggourt. Vérités sur les moines de Tibhirine, 2016[2]
- La Deuxième Guerre d'Algérie, VA éditions 286 p., 2017